# Berlin 63
Berlin 63 (Ku'Damm 63) est une mini-série allemande en six parties produite à la suite de Berlin 56 et Berlin 59. Elle est diffusée sur ZDF à partir du 20 mars 2021 et diffusée du 7 au 14 juillet 2022 sur Arte.

## Synopsis
Berlin, Noël 1962 : Les Schöllack célèbrent ensemble le réveillon de Noël. Après un réveillon mouvementé, Caterina Schöllack est renversée par un bus et grièvement blessée. Monika fait une fausse-couche après une nuit de danse du Nouvel An. Helga, qui s'occupe de l'école de danse pendant que sa mère est hospitalisée et engage un professeur de danse latine argentin. Caterina retrouve Fritz Assmann à la physiothérapie et renoue avec lui.

## Distribution
- Claudia Michelsen (VF : Véronique Augereau) : Caterina Schöllack
- Sonja Gerhardt (VF : Kelly Marot) : Monika Schöllack
- Maria Ehrich (VF : Marie Giraudon) : Helga Schöllack
- Emilia Schüle (VF : Fily Keita) : Eva Schöllack
- Heino Ferch (VF : Frédéric Popovic) : Professeur Jürgen Fassbender
- Uwe Ochsenknecht (VF : Jean-Claude Donda) : Fritz Assmann
- Sabin Tambrea (VF : Thomas Roditi) : Joachim Franck
- Trystan Pütter (de) (VF : Damien Witecka) : Freddy Donath
- August Wittgenstein (VF : Alexis Victor) : Wolfgang von Boost
- Giovanni Funiati (de) : Armando Cortez

## Production
Le tournage qui avait commencé le 10 février 2020 a dû être interrompu en mars en raison de la pandémie et a repris en septembre 2020.